# Pomadasys kaakan
Cá sạo bạc (Danh pháp khoa học: Pomadasys kaakan) là loài cá biển trong họ Haemulidae phân bố khắp vùng Ấn Độ–Thái Bình Dương, chúng sống gần bờ biển tới độ sâu 60 mét. Cá sạo bạc có chiều dài tối đa khoảng 80 cm, chúng có một vùng vảy mềm trước mắt, vây lưng và vây hậu môn có những gai cứng, và có một rãnh sâu ở cằm màu xanh hơi nâu phía trên, bên dưới màu bạc, có những chấm màu tối ở phần trên cơ thể. 